# Lipservice
Lipservice — седьмой студийный альбом швейцарской рок-группы Gotthard и первый альбом группы, вышедший на лейбле Nuclear Blast, издан в 2005 году.
Lipservice был полностью записан в собственной студии близ Лугано, а микшировался в бельгийской Galaxy Studios. Продюсерами этого альбома стали Роланд Прент и Лео Леони.
Диск получил платиновый статус в Швейцарии, превысив отметку продаж в 40 тысяч экземпляров.

## Список композиций
1. All We Are
2. Dream On
3. Lift U Up
4. Everything I Want
5. Cupid‘s Arrow
6. I Wonder
7. I‘m Alive
8. I‘ve Seen An Angel Cry
9. Stay For The Night
10. Anytime Anywhere
11. Said & Done
12. The Other Side Of Me
13. Nothing Left At All
14. And Then Goodbye

- Бонус треки:
  - Can’t Stop
  - Nobody Home
  - Round And Round

## Участники записи
- Стив Ли — вокал
- Лео Леони — гитара, бэк-вокал
- Фреди Шерер — гитара, бэк-вокал
- Марк Линн — бас-гитара
- Хена Хабегер — ударная установка
- Николо Фражил — клавишные

## Чарты
| Чарт (2005)                     | Позиция |
| ------------------------------- | ------- |
| Австрия (Ö3 Austria)            | 58      |
| Германия (Offizielle Top 100)   | 31      |
| Швейцария (Schweizer Hitparade) | 1       |

| Чарт (2005)                        | Позиция |
| ---------------------------------- | ------- |
| Swiss Albums (Schweizer Hitparade) | 4       |

### Сертификации
| Регион                                                      | Сертификация | Продажи |
| ----------------------------------------------------------- | ------------ | ------- |
| Швейцария (IFPI Switzerland)                                | Платиновый   | 40 000^ |
| ^ Данные о тиражах приведены только на основе сертификации. |              |         |